# کشاورزی زیست‌پویا
کشاورزی زیست‌پویا  (Biodynamic agriculture)، روشی از کشاورزی زیستی (organic farming) است که کشتزارها را به دید جانداران یکپارچه و منفرد می‌بیند تا به توازن و برابری پیشرفت کلی و خویشاوندی (متقابل) خاک، گیاهان و حیوانات به عنوان یک سیستم و سامانهٔ بسته و خودخوراک‌ده (مغذی)، نیرو دهد.

## دیدگاه روحانی
کشاورزی زیست‌پویا بنیان‌های خود را در دیدگاه جهان روحانی به شکل حکمت انسانی دارد که رودولف اشتاینر آن را بنیان گذارد.